# Ластівка Дарій Григорович
Дарій Григорович Ластівка (нар. 5 січня, 1928 с. Шубранець Заставнівський район, Чернівецька область — пом. 2007, м. Чернівці) — український радянський балетмейстер, педагог, заслужений артист України.

## Життєпис
Народився 5 січня 1928 року у селі Шубранець Заставнівського району Чернівецької області.
Після закінчення Другої світової війни поступив до Чернівецького педагогічного училища, а згодом був зарахований до допоміжного складу Чернівецького театру з одночасним навчанням у його студії, а пізніше отримує дозвіл на відвідування репетицій балету.
Не легким шляхом йшов Дарій до мети Весь вільний від занять час віддавав тренуванню. Кожний новий день приносив молодому артисту помітні успіхи: гнучкішим ставало тіло, чіткіше виявлявся ритм, красивішими ставали рухи. Наполегливість поступово формувала вмілого танцюриста. 

Про себе заявив Дарій Ластівка у спектаклі «Земля» (за О.Кобилянською), в якому виконував близькі його серцю буковинські танці.
Згодом, вперше в житті Дарій опинився за межами рідного краю — в складі Чернівецького театру приїхав на гастролі в Київ.
А в 1947 році він, серед інших учасників декади української літератури та мистецтв, танцював у Гопаку, що завершував огляд української культури в Москві.
У 1948 році Ластівку запрошують до Станіслава (Івано-Франківська), де знаходився Гуцульський ансамбль пісні і танцю. Там він пропрацював три роки В цьому колективі він познайомився з В. Петриком. Три роки пролетіли в Гуцульському ансамблі як один день. І добре, і цікаво було, але без Буковини жити не міг.
Повернувся Дарій Ластівка на Буковину уже митцем з самостійним творчим обличчям, артистом, здатним створювати яскраві хореографічні образи. Робота у Буковинському ансамблі пісні і танцю дала йому друге дихання. Оту вірність внутрішній ноті, своєму розумінню мистецтва і життя. І так 23 роки у званні артисту балету.
Дарій не просто танцював, як багато з його ровесників — він різнився від тих тим, що рано став професіоналом. І допомагали йому в цьому воля і одержимість. А ще він завжди був в оточенні людей, які спочатку відгадали його талант, а потім допомогли йому розвитися. Працюючи ще артистом балету в Буковинському ансамблі Дарій Ластівка робить перші кроки як балетмейстер. Він розуміє, що ті постановки, які йшли на той час у колективі, далекі від хореографії Буковини. Дарій Ластівка розумів, що краса буковинського танцю, його неповторна лексика повинні лишитися в пам'яті ще багатьох поколінь.
У 1967 році, після постановки номерів «Буковинська полька» та «Буковинський козак» Дарію Григоровичу була запропонована посада керівника балету і балетмейстера Буковинського ансамблю пісні і танцю, яку він з гідністю проніс 24 роки. Тільки з приходом на цю посаду Дарія Ластівки з'явилися дійсно буковинські танці: «Буковинський святковий», «Розквітай, оновлений краю», «Перетупи» та інші. 

## Нагороди
- За свої творчі успіхи і за внесок у хореографічне мистецтво Буковини у 1979 році Дарію Ластівці було присвоєне звання Заслуженого артиста України
- Нагороджено медалями «За доблесний труд», «Ветеран труда» і відзнакою «Відмінник культурного шефства над селом»